# Mansour Hassan
Mansour Hassan (Ash Sharqiyah, 10 februari 1937 – Suez, 22 december 2012) was een Egyptisch politicus. Hij was Minister van Cultuur en Informatie onder president Sadat. Dertig jaar lang verdween hij van het politieke toneel, tot hij kort na de Egyptische Revolutie van 2011 aan het hoofd kwam te staan van de adviesraad. Hij werd gezien als een consensuskandidaat voor de presidentsverkiezingen in 2012 die niet besmet was met het verleden van president Moebarak, maar besloot zich uiteindelijk niet te kandideren.

## Biografie
Hassan werd geboren in Abu Kabir in Ash Sharqiyah. Hij studeerde politicologie aan de Universiteit van Caïro en klom vervolgens op binnen de geledingen van de partij. Hij won het vertrouwen van president Sadat en werd in 1979 benoemd tot diens Minister van Cultuur en Informatie. In 1981 benoemde Sadat hem tot Minister van Staat voor Cultuur, Informatie en Presidentiële Zaken. In september van dat jaar trad hij echter uit deze functie terug, uit protest tegen Sadats massa-arrestatie van politieke tegenstanders. Sadat wilde hem nog wel aanstellen als voorzitter van het lagerhuis, maar dit weigerde Hassan.
Niet lang daarna werd Sadat vermoord. Hij bleef vervolgens drie decennia uit de politiek, omdat zijn relatie met president Moebarak niet goed was.
Zijn naam dook voor het eerst weer op in de politiek, toen hij na de Egyptische Revolutie van 2011 door de Opperste Raad van de Strijdkrachten (SCAF) werd benoemd in de adviesraad. Hierin had hij zitting van  8 september 2011 tot 8 maart 2012 en bekleedde hij de functie van voorzitter.
In eerste instantie leek zijn politieke terugkomst een kandidaatschap voor presidentsverkiezingen in 2012 in te luiden. Begin maart 2012 was dit ook de intentie die hij naar buiten bracht. Hij werd gezien als een kandidaat die in staat was consensus te creëren tussen de SCAF, de Moslimbroederschap en andere politieke groeperingen in die tijd. Zijn benoeming tot voorzitter van de adviesraad werd eerst goed ontvangen, omdat het liet zien dat hij ook gesteund werd door het leger. Vervolgens ontstonden er echter twijfels of hij misschien een door de SCAF vooruitgeschoven kandidaat zou zijn. Op 25 maart liet hij vanwege het rumoer weten af te zien van het kandidaatschap.
Hij maakte de verdere politieke beroeringen onder het leiderschap van de nieuwgekozen president Morsi niet meer mee, omdat hij nog hetzelfde jaar overleed op 75-jarige leeftijd.